# Lepisosteidae
I Lepisosteidi (Lepisosteidae) sono l'unica famiglia vivente di pesci dell'ordine dei lepisosteiformi. Comprende sette specie suddivise in due generi che abitano le acque dolci, salmastre e, occasionalmente, marine del Nordamerica, dell'America Centrale e delle isole dei Caraibi.
In italiano questi pesci vengono chiamati anche pesci caimano, per il lungo muso simile a quello del rettile, o lucci, sebbene non siano affatto imparentati con i veri lucci, appartenenti alla famiglia degli Esocidi.

## Etimologia
Il nome Lepisosteus deriva dal greco antico λεπίς?, lepís, "scaglia" e ὀστέον, ostéon, "osso". Atractosteus, il nome dell'altro genere della famiglia, deriva dal greco antico ἄτρακτος?, átraktos, "freccia".
In inglese il nome utilizzato per indicare le varie specie di lepisostei è gar. Con questo nome, che nell'antico inglese significava «lancia», veniva originariamente indicata un'altra specie, l'aguglia comune, Belone belone, molto diffusa nel Nordatlantico. Proprio per evitare confusione con i lepisostei nordamericani, al giorno d'oggi l'aguglia comune viene chiamata garpike, «luccio lancia», o gar fish, «pesce lancia».
Il pesce noto in inglese come garfish, freshwater garfish o talvolta needlefish è anch'esso una specie di aguglia, Xenentodon cancila.

## Evoluzione
I Lepisosteiformi sono un ordine di Attinopterigi «primitivi» molto antico; sono infatti note specie fossili appartenenti a questo ordine risalenti addirittura al Cretaceo Superiore. Fossili di lepisostei sono stati trovati in Europa, Sudamerica e Nordamerica; si può facilmente intuire quanto fosse più ampia la distribuzione passata di questi pesci rispetto all'odierna. Sono considerati le forme sopravvissute di un gruppo di pesci ossei piuttosto primitivi molto diffusi nel Mesozoico; il loro parente attuale a cui sono più strettamente imparentati è l'amia calva, un altro pesce arcaico endemico anch'esso del Nordamerica.

## Anatomia e morfologia

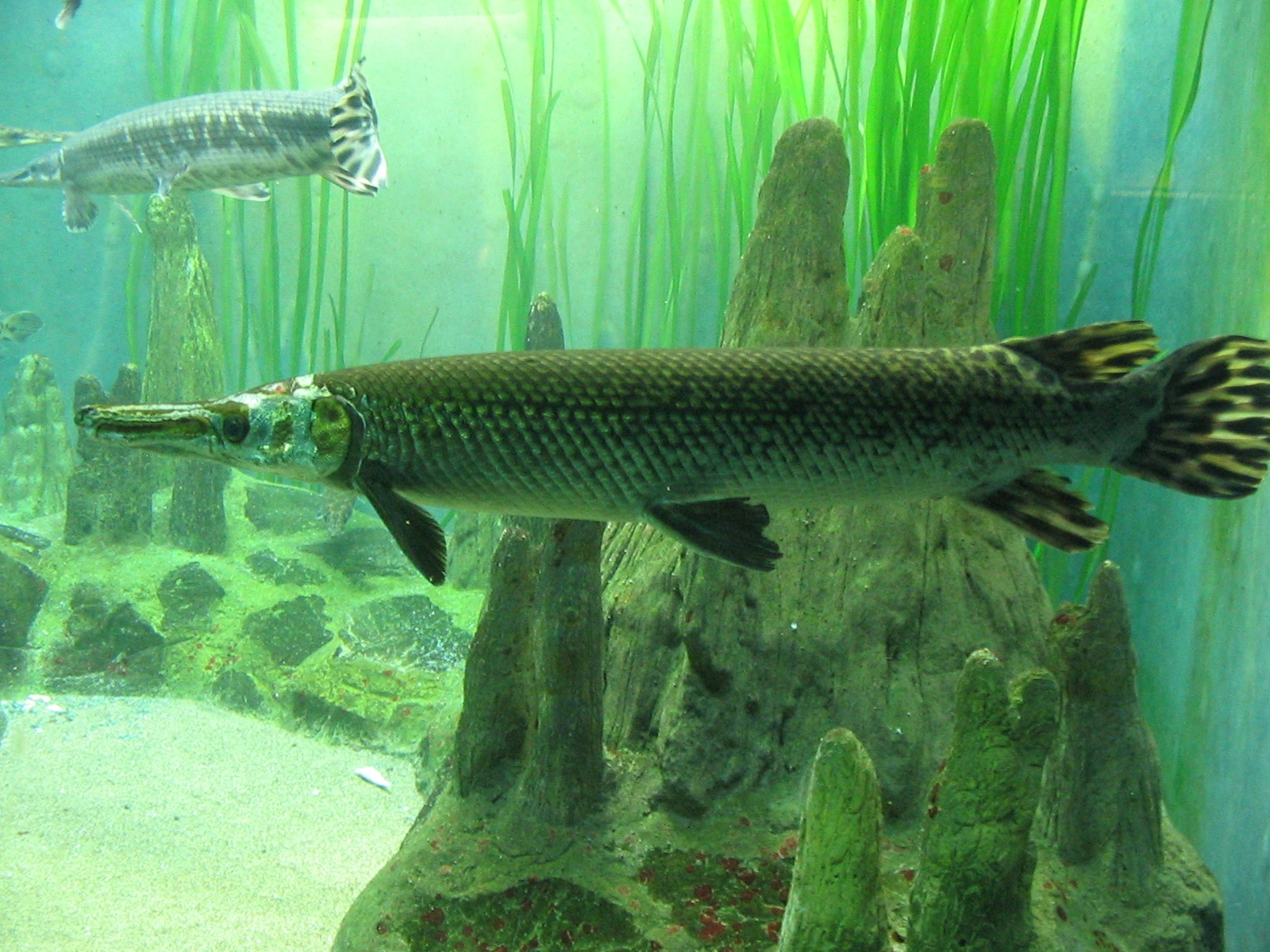
Un grosso lepisosteo allo Shedd Aquarium

Il corpo dei Lepisosteidi è allungato e ricoperto interamente da scaglie ganoidi; anche la mascella è allungata al pari del corpo ed è munita di lunghi denti affilati. La coda è eterocerca e la pinna dorsale è situata nei pressi della coda. Dal momento che la loro vescica natatoria molto vascolarizzata può funzionare anche da polmone , molti Lepisosteidi affiorano di tanto in tanto in superficie per prendere una boccata d'aria, soprattutto quando si trovano in acque stagnanti o calde, dove la concentrazione di ossigeno è piuttosto bassa. Di conseguenza sono creature molto resistenti e sono in grado di tollerare condizioni che ucciderebbero gran parte degli altri pesci.
Tutti i Lepisosteidi hanno dimensioni relativamente grandi, ma il luccio alligatore (Atractosteus spatula) è il più grande di tutti, dato che alcuni esemplari hanno raggiunto la lunghezza di 3 m. Perfino le specie più piccole, come Lepisosteus oculatus, sono piuttosto grandi e raggiungono normalmente la lunghezza di 60 cm e più.

## Ecologia
Tranne che quando catturano la preda i Lepisosteidi tendono a muoversi lentamente. Prediligono le zone di acque basse di fiumi, laghi e bayou e spesso si uniscono in piccoli gruppi. Sono predatori voraci che catturano la preda con i loro denti aghiformi, grazie ad un rapido movimento della testa. I Lepisosteidi si nutrono esclusivamente di pesci più piccoli e di crostacei come i granchi. Alcune specie (ad esempio Lepisosteus osseus) sono diffuse in quasi tutto il Nordamerica. Sebbene si incontrino soprattutto in acque dolci, alcuni vivono anche in acque salmastre e poche specie, tra cui la più nota è Atractosteus tristoechus, sono state talvolta avvistate anche in mare.

## Specie

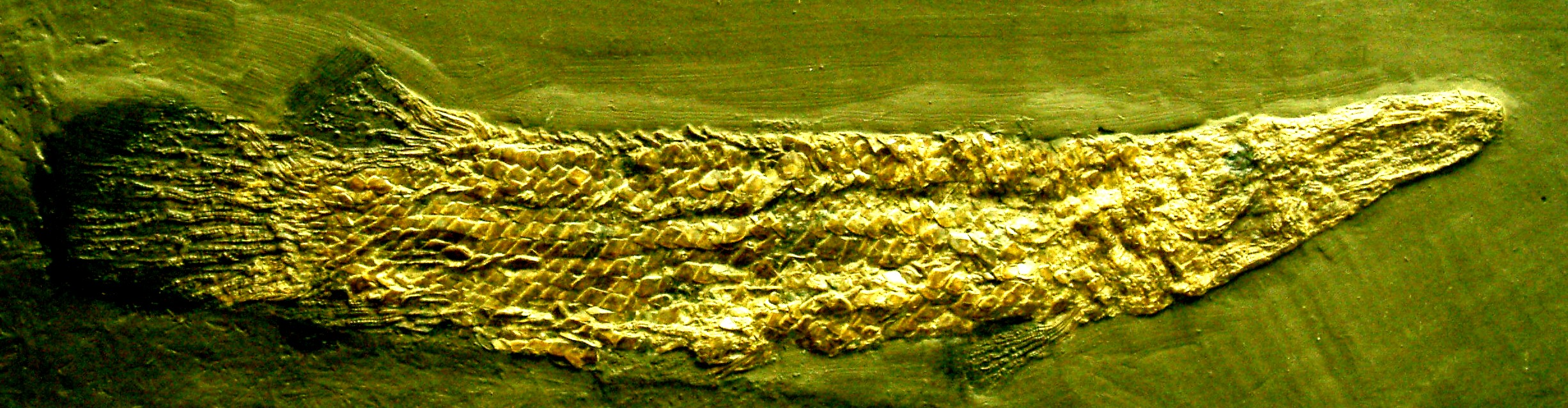
Un Atractosteus fossile

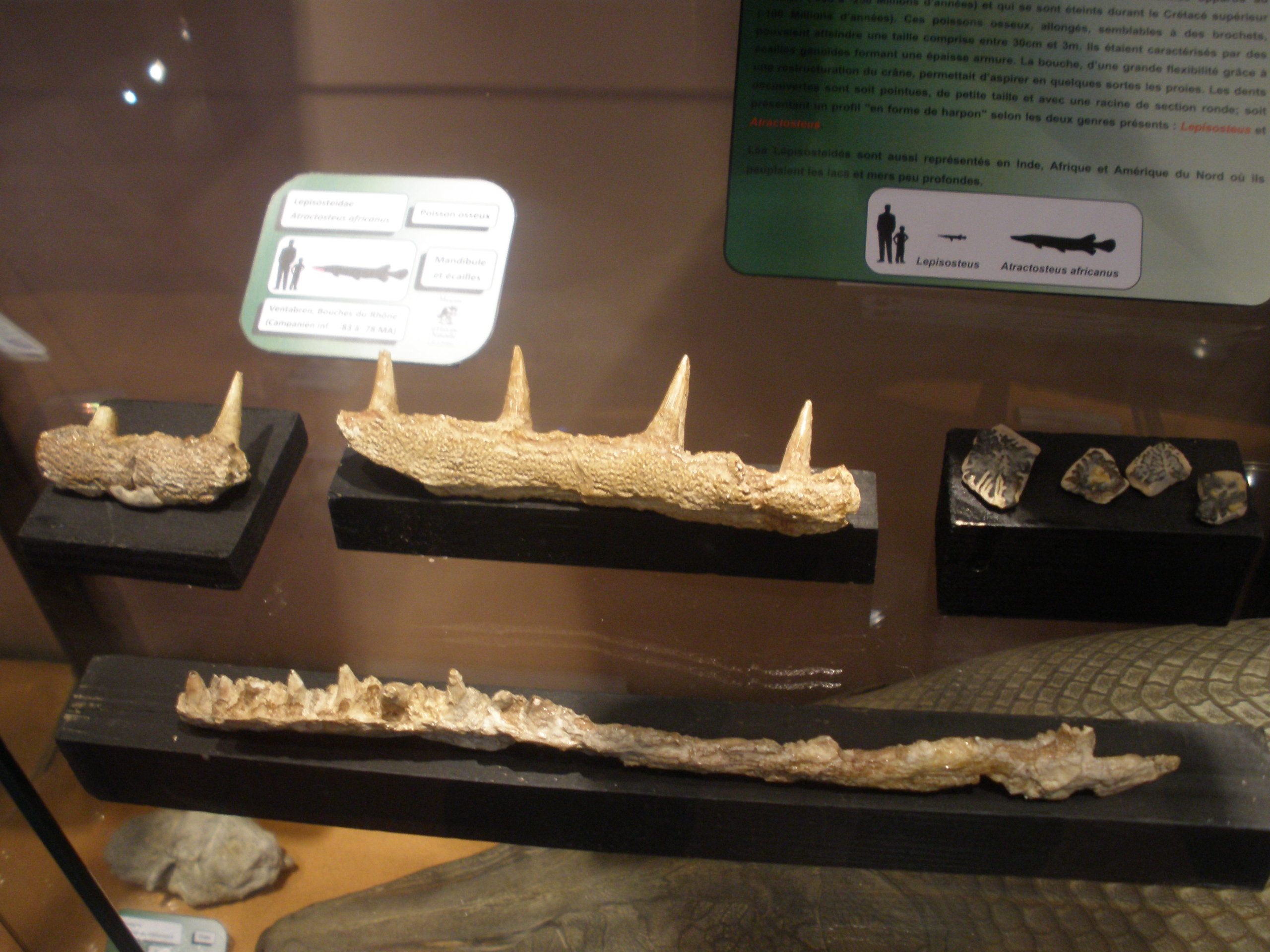
Fossili di Atractosteus africanus

La famiglia dei Lepisosteidi comprende sette specie suddivise in due generi :
Famiglia Lepisosteidae
- Genere Atractosteus
  - Atractosteus spatula – luccio alligatore
  - Atractosteus tristoechus – luccio di Cuba
  - Atractosteus tropicus – luccio tropicale
- Genere Lepisosteus
  - Lepisosteus oculatus – luccio maculato
  - Lepisosteus osseus – luccio dal naso lungo
  - Lepisosteus platostomus – luccio dal naso corto
  - Lepisosteus platyrhincus – luccio della Florida

## Importanza per l'uomo

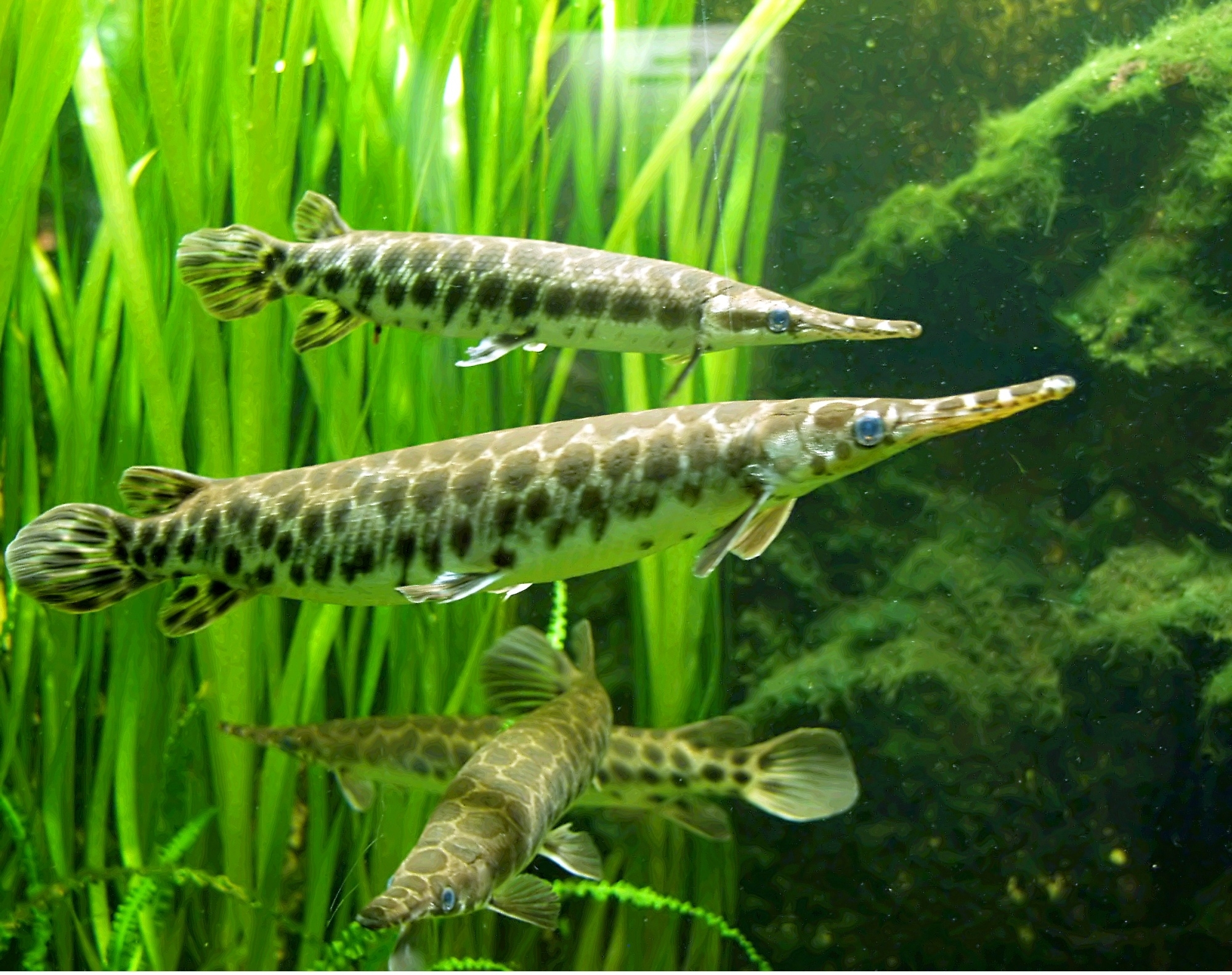
Esemplari di Lepisosteus

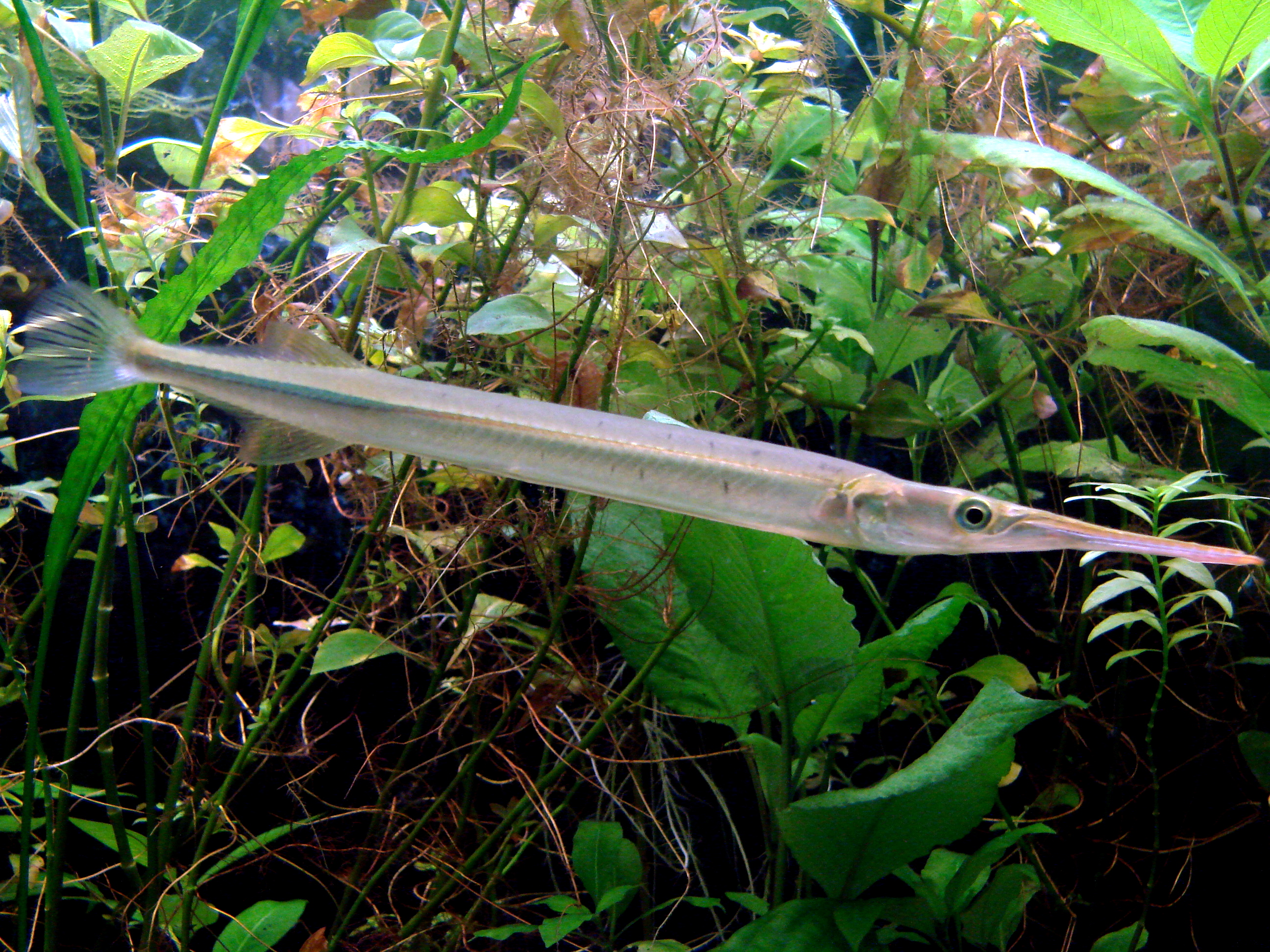
Xenentodon cancila è un esempio di «falso» lepisosteo

La carne dei lepisostei è commestibile e talvolta viene immessa sul mercato, ma le loro uova sono velenose, a differenza di quelle degli storioni a cui somigliano nell'aspetto. Alcune specie sono anche vendute come pesci da acquario.
In passato varie parti dei lepisostei si sono rivelate di grande utilità per l'uomo. I nativi americani utilizzavano le squame come punte di freccia, mentre con la loro dura pelle gli antichi popoli caraibici costruivano corazze e i primi pionieri americani foderavano le punte dei loro aratri. Non sappiamo granché della precisa funzione che i lepisostei giocavano all'interno del vasto panorama religioso e culturale dei nativi americani, ma sappiamo con certezza che i Creek e i Chickasaw intraprendevano «danze del lepisosteo».